# 인도와 유엔

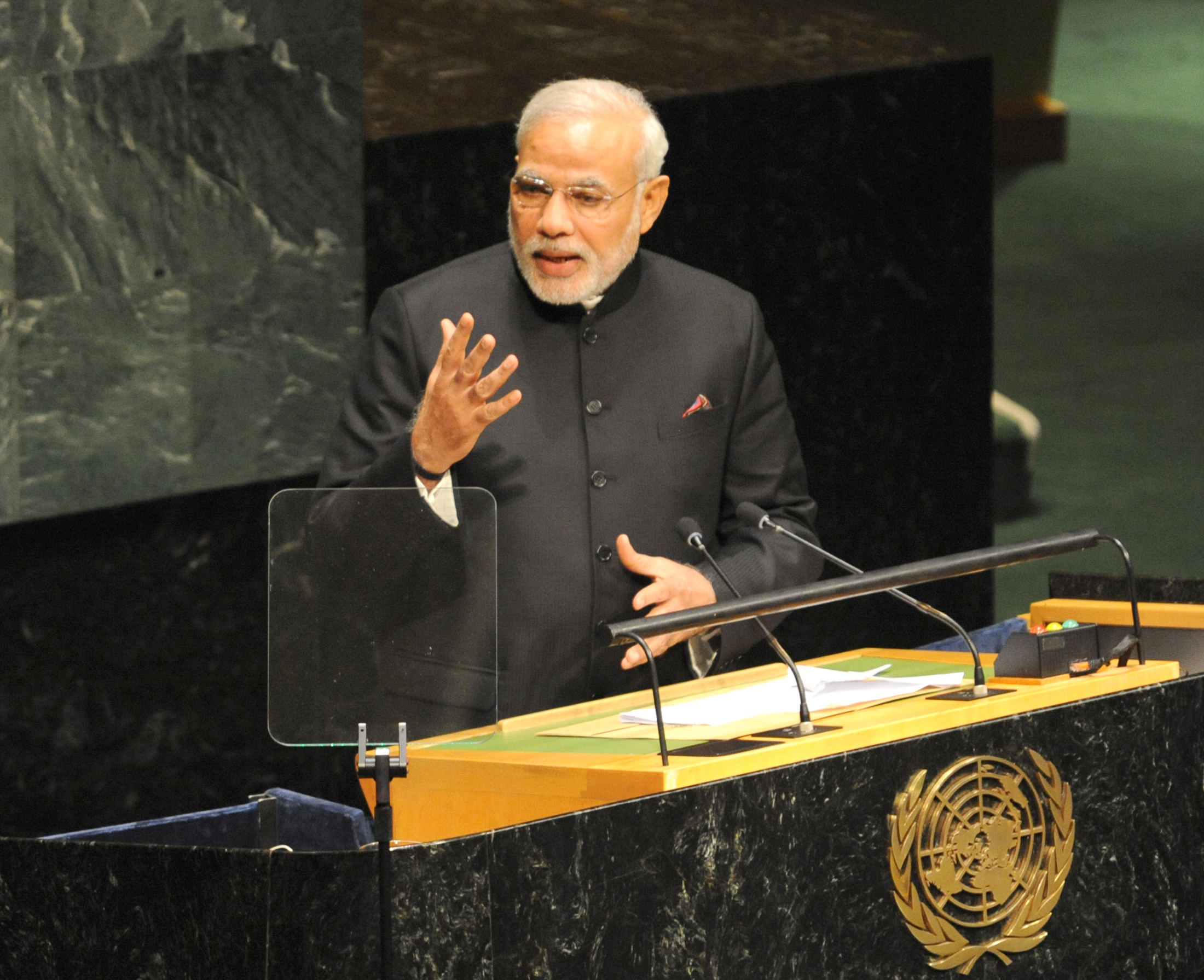
제69차 유엔 총회에서 연설 중인 나렌드라 모디 인도 총리

인도는 1942년 1월 1일 워싱턴 D.C.에서 있었던 연합국 공동 선언에 서명한 유엔의 회원국이며, 1945년 4월 25일부터 6월 26일 샌프란시스코에서 열린 국제기구에 관한 연합국 회담에도 참석했다. 유엔의 창립 회원국으로서, 인도는 유엔의 목적과 원칙을 강하게 지지하고 있으며, 유엔 헌장의 목표를 실행하고 유엔의 전문 기관과 산하 기관의 발전에 중요한 역할을 했다. 인도는 유엔의 창립 회원국이며, 전문 기관에 모두 참여하고 있다. 또한 인도는 유엔 초창기에 한반도, 이집트, 콩고 민주 공화국의 평화유지임무 작전에 참여했으며, 소말리아, 앙골라, 아이티, 라이베리아, 레바논, 르완다, 그리고 최근에는 남수단의 평화유지임무에도 참여 중이다.
인도는 유엔 안전 보장 이사회의 비상임 이사국을 총 8번 지냈으며, 가장 최근의 임기는 2020년 유엔 안전보장이사회 선거를 통해 2021년부터 2022년까지 이어진다. 인도는 유엔 안전보장이사회 상임이사국 진출을 서로 지지하고 안보리 개혁을 지지하는 국가들의 모임인 G4 국가의 회원국이며, 유엔에서 회원국들의 집단적 경제적 이익을 증진하고 강화된 공동 협상 능력을 창출하기 위해 설립된 G77의 회원국이기도 하다.

## 역사
인도는 국제 연맹의 창립 회원국 중 하나였다. 원칙적으로 주권국만이 유엔 회원국이 될 수 있다. 그러나 오늘날 모든 유엔 회원국이 완전한 주권 국가임에도 불구하고, 최초 회원국 중 4개국(벨라루스, 인도, 필리핀, 우크라이나)은 가입 당시 독립하지 않았다. 인도는 1942년 1월 1일 연합국 공동 선언에 서명했으며 당시 인도의 대리인이었던 기리야 샹카르 바지파이가 대표로 있었다. 1945년 6월 26일 미국 샌프란시스코에서 열린 국제 기구 회의에서 아컷 래마새미 무달리아르가 이끄는 인도 사절단은 인도를 대표하여 유엔 헌장에 서명했다.
인도는 1947년 독립법을 통해 독립했다. 독립된 인도는 유엔의 회원국인 것이 국제 평화와 안전을 유지하기 위한 중요한 보증으로 보았다. 인도는 식민주의와 아파르트헤이트에 반대하는 유엔의 격동기 동안 선두에 섰다. 비동맹 운동과 G77의 창립 회원국으로서, 인도는 개발도상국들의 목표, 그리고 보다 공평한 국제 경제 및 정치 질서를 창조하는 것을 지지했다. 인도는 남아프리카 공화국에서 인종 차별과 인종 차별에 대해 강력하게 비판하는 국가 중 하나였으며, 유엔에서 이 문제를 제기한 첫 번째 국가였다.

## 평화유지작전
지금까지 인도는 43개의 평화유지임무에 참여했으며, 파견 병력이 16만 명을 넘었고 상당한 수의 경찰 인력이 배치되었다. 2014년 기준으로 인도는 7,860명의 병력과 10개의 유엔 평화유지임무단이 배치되어 있으며, 이 중 995명은 유엔 산하 최초의 여성 경찰 부대를 포함한 경찰 병력이다. 인도군은 수많은 유엔 평화유지임무를 수행해 왔으며, 2014년 6월 30일 기준으로 157명의 인도인이 평화유지임무 중 사망했다.  유엔 추산에 따르면 인도는 2016년 기준으로 회원국 중 4번째로 경찰관을 많이 기여하고 있으며, 회원국 중 3번째로 여성 경찰관을 기여하고 있다. 2017년 2월 기준으로, 163명의 인도인이 유엔 평화유지 활동 중 사망했다. 2019년 4월 16일, 유엔은 인도에 3,800만 달러의 병력 분담금을 체납했다.

## 재정 지원
2015년~2016년 회계연도에 인도의 유엔에 대한 기여금은 3,100만 달러였으며, 이전 회계와 비교하여 55% 더 증가했다. 인도는 유엔 정기 예산에 기여하고 있으며, 2009년까지 유엔 민주주의 기금에 대한 기여는 2009년까지 2억 5천만 달러였다.

## 기타

### 국제 요가의 날
2014년 12월 11일, 유엔 총회는 요가의 시대를 초월한 실천의 전체적인 이점과 유엔의 원칙과 가치와의 본질적인 호환성을 인식하고, 6월 21일을 국제 요가의 날로 기념하는 결의안을 표결 없이 채택했다.

### 국제 평등의 날 탄원
2016년, 지속가능 개발 목표를 달성하기 위해, 불평등을 퇴치하는 데 초점을 맞춘 빔라오 람지 암베드카르의 생일이 유엔에서 처음으로 기념되었다. 인도는 4월 14일을 국제 평등의 날로 선포해 달라고 탄원했다.

## 같이 보기
- G4 국가
- 유엔난민기구 인도 대표단
- 유엔 안전보장이사회 개혁